# Surrogate's Courthouse
Le Surrogate's Courthouse, également connu sous le nom de Hall of Records, est un bâtiment municipal de style Beaux-Arts situé dans Lower Manhattan à New York. 
Ouvert en 1907, il est situé à l'angle nord-ouest des rues Chambers et Centre, en face du parc de l'hôtel de ville et du Manhattan Municipal Building. Il abrite les archives municipales de la ville, ainsi que des salles d'audience pour la Cour des successions du comté de New York au cinquième étage. 

## Architecture
Le bâtiment bien proportionné de sept étages à ossature d'acier est recouvert de granit de Hallowell, dans le Maine, et contient des intérieurs en marbre élaborés. La façade en trois parties de la rue Chambers présente une entrée principale à trois arches, au-dessus de laquelle est centrée une colonnade corinthienne à trois étages surmontée d'une corniche, d'un sixième étage, d'une autre corniche et d'un toit en mansarde . 

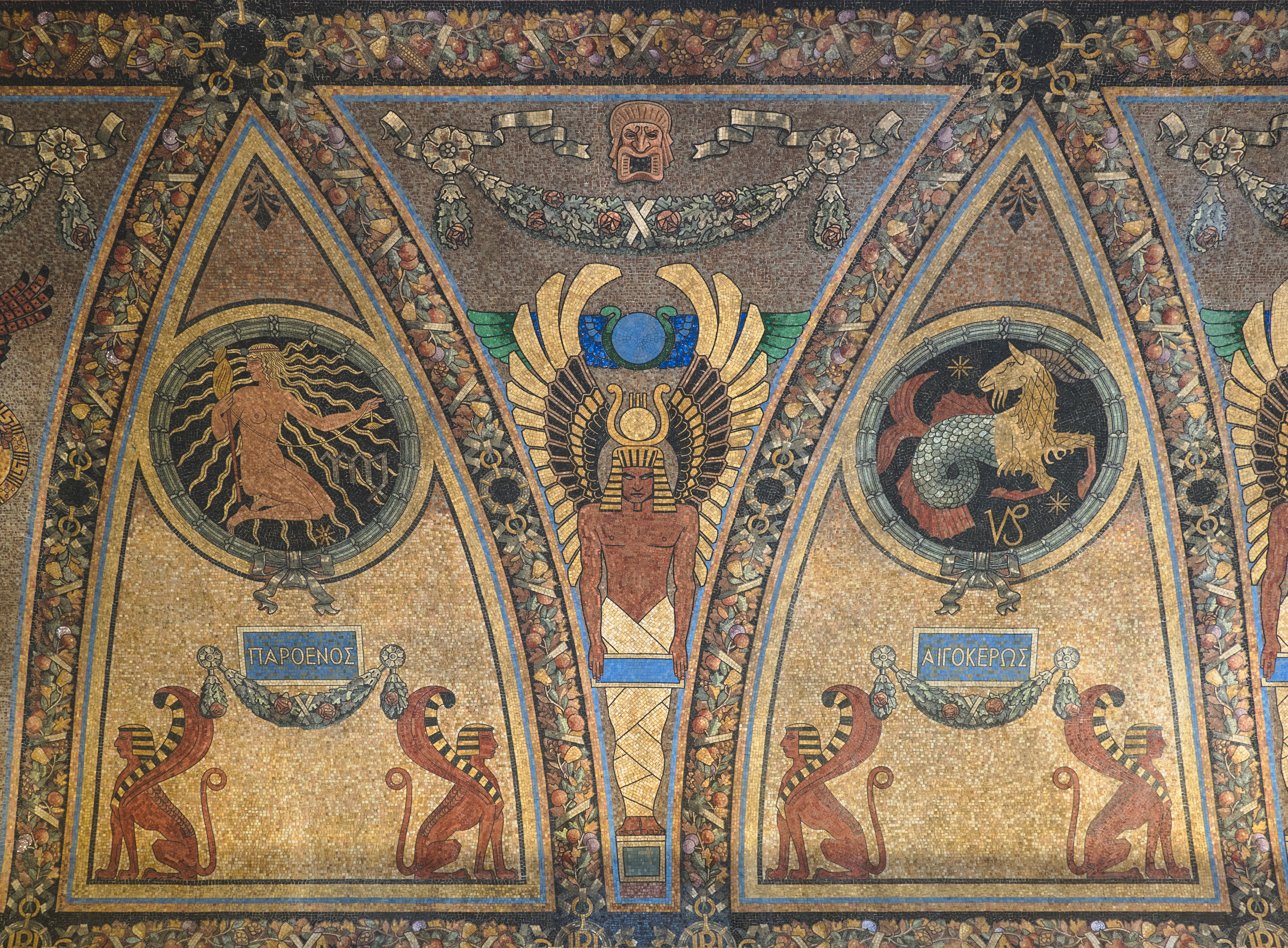
Segment de la mosaïque du plafond par William de Leftwich Dodge.

Il y a une cour intérieure de trois étages, prétendument inspirée de l'Opéra de Paris, avec un imposant double escalier en marbre menant à des balcons à colonnades sur les étages supérieurs. Il est considéré comme l'un des meilleurs intérieurs Beaux Arts de la ville . Des peintures murales en mosaïque montrant le zodiaque ont été créées par William DeLeftwich Dodge. Les salles d'audience élaborées des Surrogates au cinquième étage sont dotées de boiseries en chêne et en acajou sculpté et d'une décoration en plâtre doré . 
Le bâtiment a été favorablement comparé au bâtiment de la Chambre de commerce un peu plus petit et au Customs House un peu plus grand, tous deux contemporains de ce bâtiment dans Lower Manhattan. 
Une entrée arrière du bâtiment a été rendue accessible aux personnes handicapées, bien que certaines d'entre elles indiquent qu'il subsiste quelques obstacles internes . 

## Histoire
Un nouveau Hall of Records, pour remplacer un bâtiment très désuet dans le City Hall Park, était prévu depuis 1888. Le bâtiment a été conçu par John R. Thomas et construit entre 1899 et 1907. Thomas était crédité d'être le concepteur le plus prolifique du pays en matière de bâtiments publics et semi-publics  . Il a basé sa conception sur son plan primé pour un nouvel hôtel de ville qui n'a jamais été construit. Horgan and Slattery, un cabinet d'architectes avec des connexions avec Tammany Hall, a achevé le projet après la mort de Thomas. Le coût total dépassait 7 millions de dollars . 
Fay Kellogg a aidé à concevoir ou à préparer des plans pour le Hall of Records. Elle a conçu l'escalier double proéminent dans l'atrium de ce bâtiment  et dit que c'était son idée de placer des statues de premiers gouverneurs néerlandais comme Peter Stuyvesant sur le bâtiment afin qu'ils puissent regarder la ville moderne. 
Bien que les salles d'audience des Surrogates' Court aient été prévues dans le bâtiment depuis le début, le nom de Hall of Records n'a pas été officiellement changé en Surrogate's Courthouse avant 1962. 

Le bâtiment a subi quelques modifications au fil des ans  exception de la suppression de certaines statues de Martiny faisant face à la rue Centre lorsque cette rue a été élargie en 1961  . Ces statues, Autorité et Justice, se trouvent à proximité au palais de justice du comté de New York, 60 Center Street  . L'intérieur est populaire auprès des sociétés de production cinématographique et télévisuelle et a été utilisé dans des dizaines de publicités, de séries et de films. 

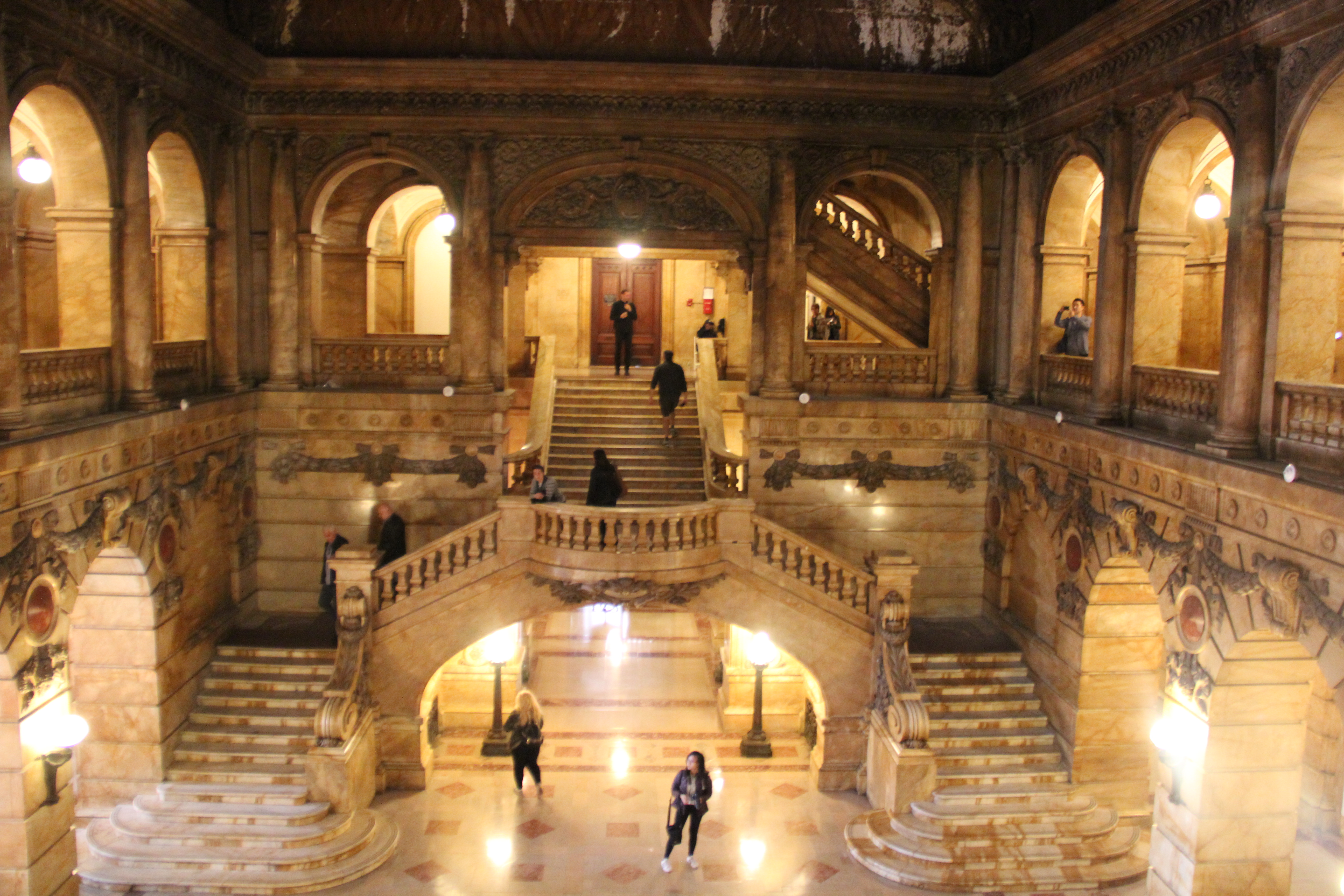
Hall d'entrée, inspiré de celui de l'Opéra de Paris
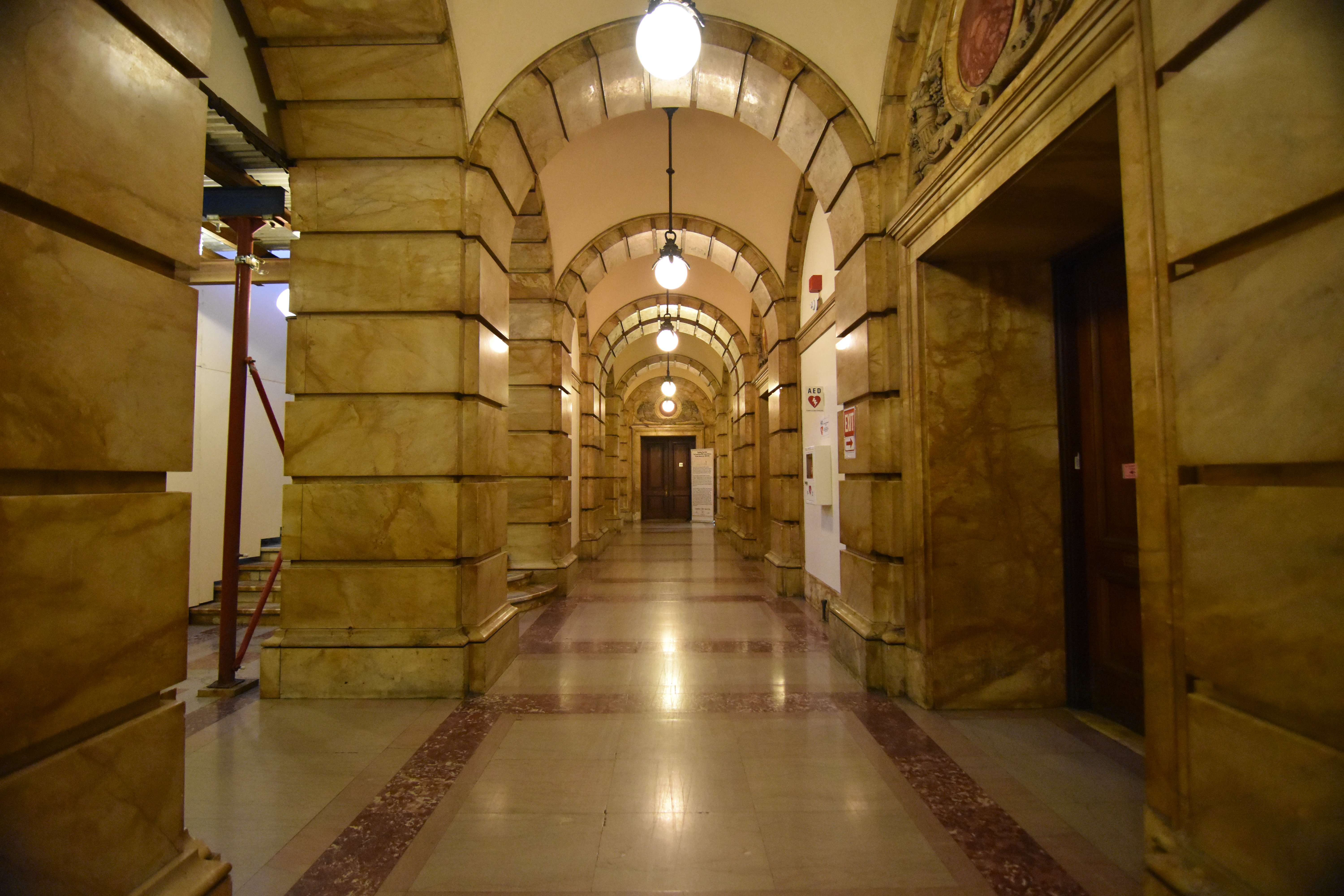
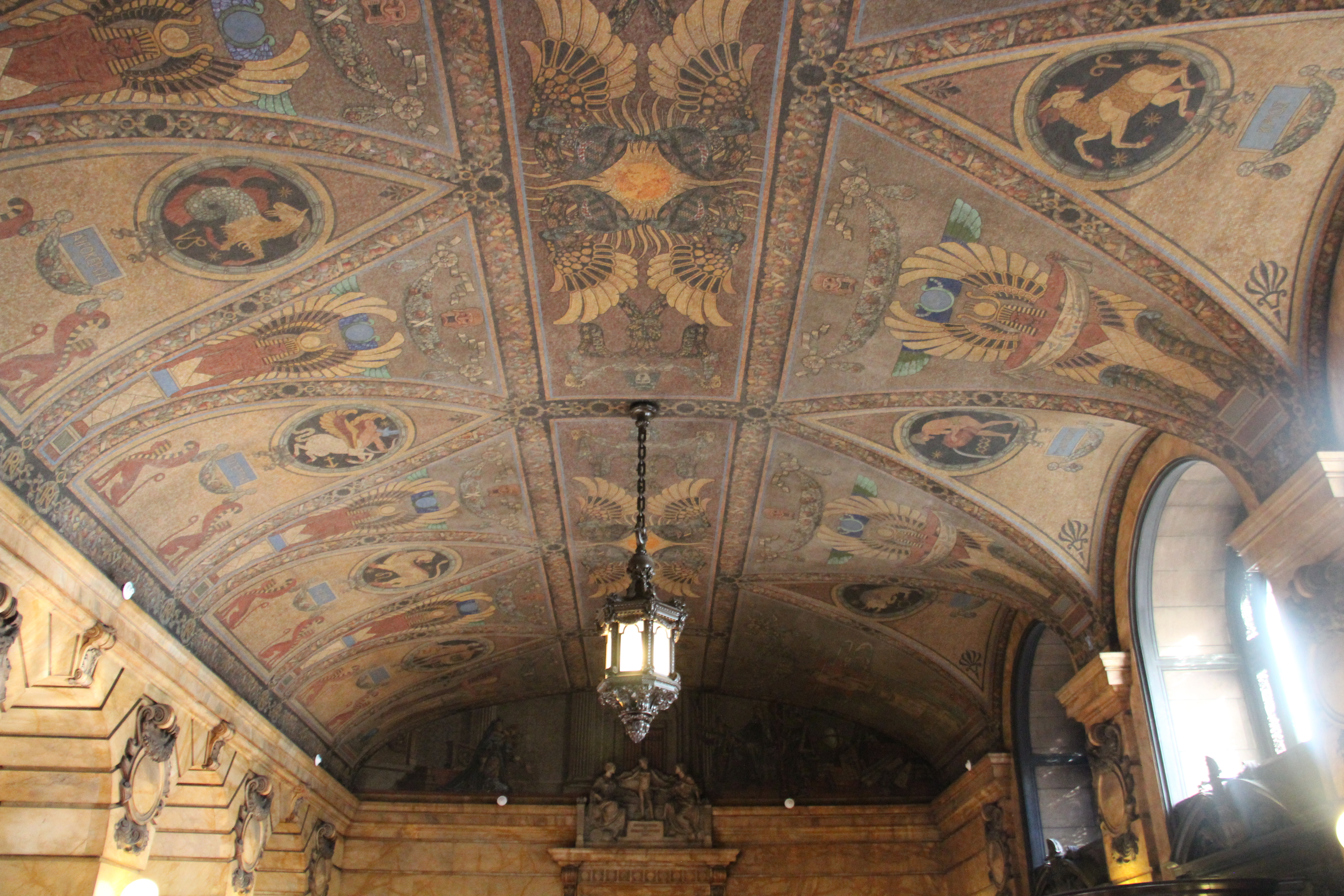
Plafond
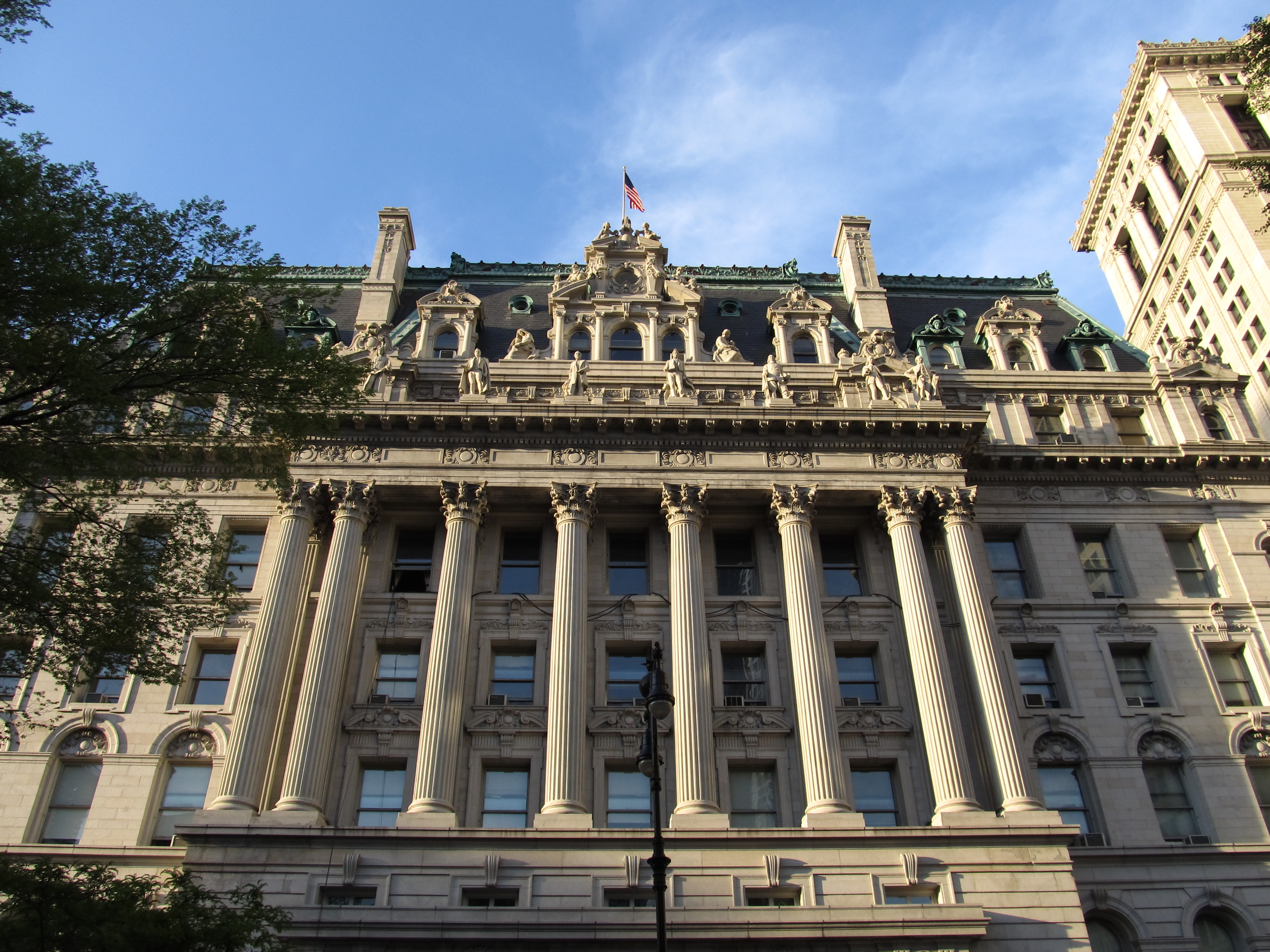
Colonnade
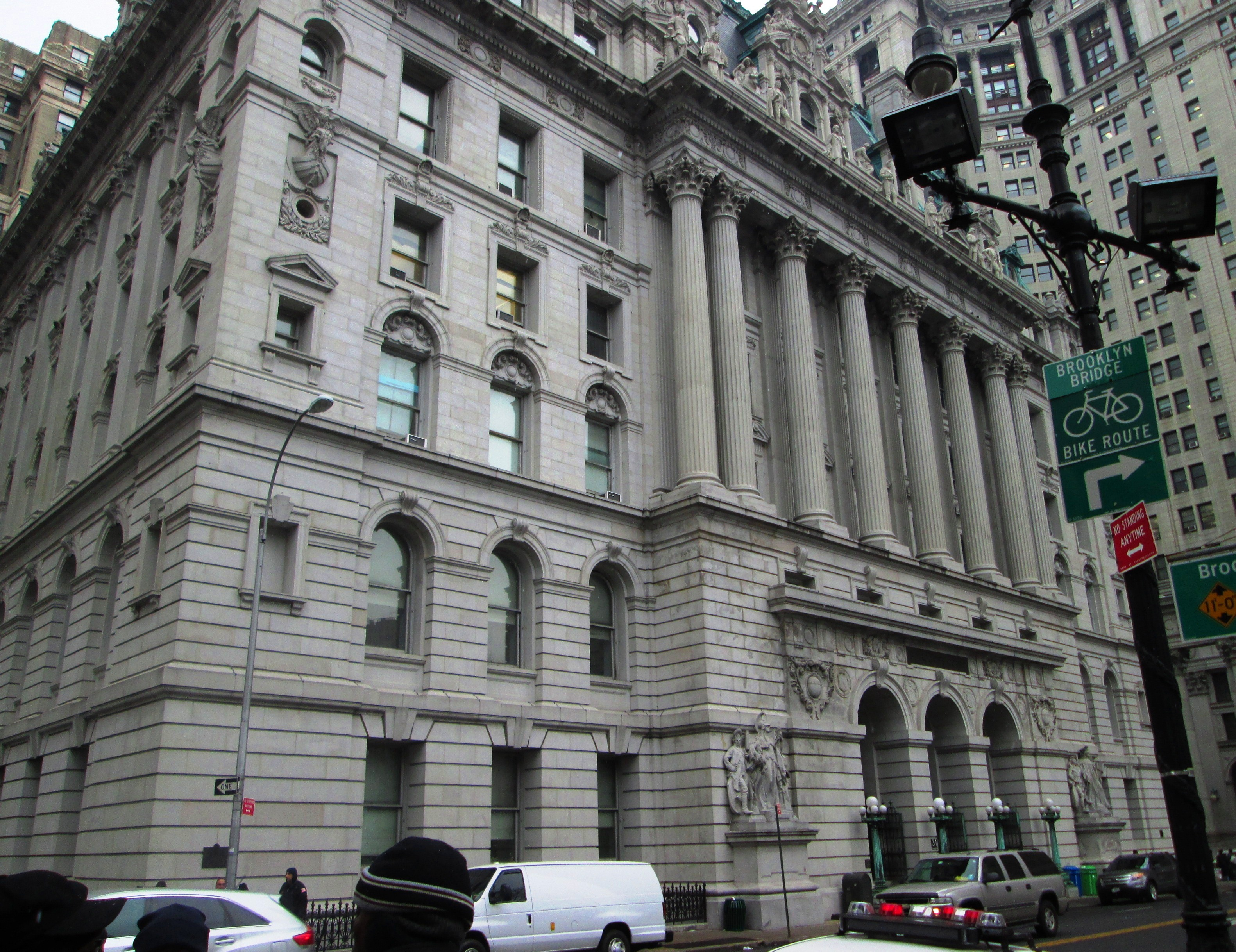
Vue de l'ouest

## Désignations
L'extérieur (1966) et l'intérieur (1976) sont tous deux des monuments de New York  et le bâtiment a été inscrit au registre national des lieux historiques en 1972  . Il a également été désigné simultanément monument historique national en 1977 pour son architecture . 

## Voir également
- Sites inscrits au Registre national des lieux historiques